# Strýček Robinson
Strýček Robinson (L'Oncle Robinson) je nedokončený a za života autora nevydaný dobrodružný román francouzského spisovatele Julesa Verna.

## Vznik románu
Myšlenkou napsat příběh lidí, opuštěných na pustém ostrově, se Verne obíral již od roku 1861. Pod vlivem knihy Robinson Crusoe (1719) od Daniela Defoea a Švýcarského Robinsona (1812) od Johanna Davida Wysse napsal Verne v tomto roce první nástin románu Strýček Robinson, který však jeho nakladatel Pierre-Jules Hetzel podrobil ostré kritice (obsah románu byl podle něho naprosto bez jakéhokoliv nápadu). Po deseti letech se Verne k románu vrátil a roku 1871 zaslal Hetzelovi první díl předpokládaného dvoudílného románu. Hetzel jej však odmítl vydat a vrátil jej autorovi k přepracovávání. Vadil mu jednak pomalý spád děje a jednak to, že mezi hrdiny příběhu jsou malé děti, což podle jeho názoru bránilo důkladnému popisu charakterů dospělých postav. Verne pak rukopis odložil a až roku 1875 využil některé jeho části pro vytvoření svého slavného románu Tajuplný ostrov.
Příběh se tak dočkal svého prvního knižního vydání až po svém „znovuobjevení“ roku 1991.

## Obsah románu
Americký inženýr Harry Clifton se chce se svou ženou a čtyřmi dětmi (Markem, Robertem, Jackem a Bellou) vrátit na lodi Vankouver po letech práce v Asii domů. Uprostřed Pacifiku dojde na lodi ke vzpouře. Velitel vzbouřenců se nad Cliftonovu rodinou slituje a vysadí ji na blízký opuštěný ostrov. Inženýra Cliftona si však ponechá v zajetí. Na ostrov se pak podaří doplavat statečnému námořníkovi Flipovi z Pikardie a později také inženýrovi Cliftonovi, kterému se podařilo vzbouřencům uniknout.
Všichni pak společně čelí útrapám trosečnického života. Především z Flipa se stává uvážlivý muž, který si umí téměř ve všem poradit. U dětí, které vše považují za dobrodružství podobné Švýcarskému Robinsonu, získá Flip takovou oblibu, že mu říkají Strýček Robinson. Jednoho dne si trosečníci upečou zajíčka a Strýček Robinson si při jídle vylomí zub o brok, který je v mase. Ostrované si tak uvědomí, že na ostrově musí být i další lidé. Zde nedopsaný román končí.

## Česká vydání
- Strýček Robinson, Návrat, Brno 2015, přeložil Ladislav Mach.